# Retaliatory Measures
Retaliatory Measures ist eine finnische Death- und Thrash-Metal-Band aus Pori, die im Jahr 2009 gegründet wurde.

## Geschichte
Die Band wurde Anfang des Jahres 2009 von dem Gitarristen Kalle Hahtamo und dem Sänger Pessi Haltsonen gegründet. Gegen Ende des Jahres erschien ein erstes Demo. Im Folgejahr fanden einige kleinere Besetzungswechsel statt, woraufhin die Band neben Hahtamo und Haltsonen aus dem Gitarristen Janne Halima, dem Bassisten Marko Mäkipanula und dem Schlagzeuger Iiro Aittokoski bestand. Nachdem im selben Jahr die EP MMX veröffentlicht worden war, erreichte die Gruppe einen Vertrag bei Massacre Records. Anfang 2012 begannen die Aufnahmen zum Debütalbum Withdrawal Syndromes im Ansa Studio in Ulvila, wobei Kalle Aaltonen als Produzent tätig war und das Album von Jori Haukio abgemischt und gemastert wurde. Das Album erschien im Oktober 2012. Bisher hatte die Band zudem mit Gruppen wie Scar Symmetry, Before the Dawn und Dead Shape Figure gespielt und war von 2009 bis 2012 in Skandinavien und im Baltikum live aktiv.

## Stil
Auf Withdrawal Syndromes werden teils ungewöhnliche Themen behandelt, wie der Werdegang von Mel Gibson oder die Dankung an einen Albumsponsor. Martin Wickler vom Metal Hammer bezeichnete das Album als eine Mischung aus Death- und Thrash-Metal, jedoch ohne zu sehr in einen „Retro-Vibe“ zu verfallen. Wickler ordnete den Gesang dem Death Metal zu.

## Diskografie
- 2009: Promo 2009 (Demo, Eigenveröffentlichung)
- 2010: MMX (EP, Eigenveröffentlichung)
- 2012: Withdrawal Syndromes (Album, Massacre Records)